# Basic Blue 15
Basic Blue 15 ist ein kationischer Farbstoff aus der Gruppe der Triarylmethanfarbstoff.

## Geschichte
Die Herstellung von Basic Blue 15 wurde 1883 von der BASF patentiert und unter der Bezeichnung Nachtblau vermarktet.

## Darstellung
Basic Blue 15 kann durch Kondensation von 4,4'-Bis(diethylamino)benzophenon mit N-(p-Tolyl)-1-naphthylamin dargestellt werden.

## Externe Links zu erwähnten Verbindungen
1. ↑  Externe Identifikatoren von bzw. Datenbank-Links zu 4,4'-Bis(diethylamino)benzophenon:  CAS-Nr.: 90-93-7, EG-Nr.: 202-025-4, ECHA-InfoCard: 100.001.842, GESTIS: 490109, PubChem: 66663, ChemSpider: 60030, Wikidata: Q72444947.
2. ↑  Externe Identifikatoren von bzw. Datenbank-Links zu N-(p-Tolyl)-1-naphthylamin:  CAS-Nr.: 634-43-5, EG-Nr.: 678-537-0, ECHA-InfoCard: 100.203.582, PubChem: 235835, ChemSpider: 205788, Wikidata: Q82019557.